# Åggojaure
Åggojaure är en sjö i Kiruna kommun i Lappland och ingår i Torneälvens huvudavrinningsområde. Sjön har en area på 1,04 kvadratkilometer och ligger 548 meter över havet. Sjön avvattnas av vattendraget Åggojåkkå.

## Delavrinningsområde
Åggojaure ingår i det delavrinningsområde (766068-169373) som SMHI kallar för Utloppet av Åggojaure. Medelhöjden är 686 meter över havet och ytan är 12,06 kvadratkilometer. Det finns ett avrinningsområde uppströms, och räknas det in blir den ackumulerade arean 32,02 kvadratkilometer. Åggojåkkå som avvattnar avrinningsområdet har biflödesordning 3, vilket innebär att vattnet flödar genom totalt 3 vattendrag innan det når havet efter 551 kilometer. Avrinningsområdet består mestadels av skog (26 procent) och kalfjäll (59 procent). Avrinningsområdet har 1,51 kvadratkilometer vattenytor vilket ger det en sjöprocent på 12,5 procent.